# Acequia Condal

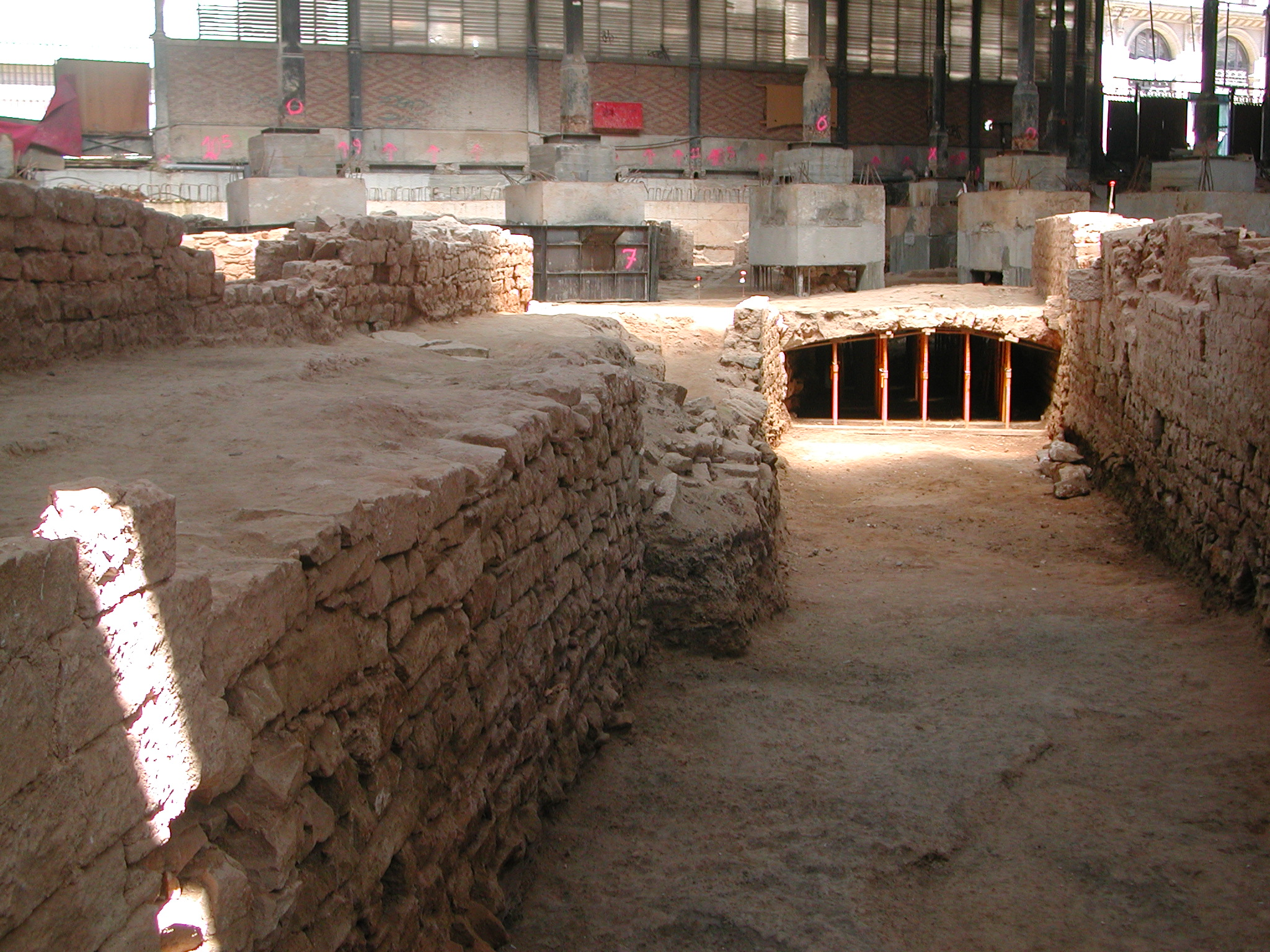
Tramo de la Acequia Condal en el Mercado del Borne.

La Acequia Condal (en catalán: Rec Comtal o también Sèquia Comtal) es un antiguo canal de riego que sirvió a los habitantes del llano de Barcelona desde su construcción hasta inicios del siglo XIX. La construcción tiene su origen en un antiguo acueducto romano que canalizaba el agua desde el río Besós.
En el siglo X u xi Miró I de Barcelona reconstruyó la antigua vía de agua romana y creó la nueva acequia, que tomaba agua del río Besós a la altura de Moncada y Reixach, y servía para regar y para mover molinos. Dentro de la ciudad circulaba por la calle de Regomir, de ahí su nombre.
Dentro de Barcelona, suministraba agua al barrio de San Pedro y Portal Nuevo, por lo que esta zona se desarrolló industrialmente. En 1877, la mayor demanda de agua obligó a construir una mina en Moncada y Reixach que aumentó considerablemente el caudal. Pero a finales del siglo XIX la acequia pierde importancia para la ciudad, si bien continuaría utilizándose para regar los huertos del barrio de San Andrés de Palomar.
En cuanto al regadío, en el siglo XV había un centenar de picas y, por lo que respecta a los molinos, al final del siglo XIII había unos trece centros de molinos, algunos grandes (con seis muelas) y otros pequeños (con dos molinos de cubo).
También se construyeron molinos traperos, de pólvora y una herrería.
En la actualidad subsiste un tramo de la antigua acequia, situado en el barrio de Vallbona, en el barcelonés distrito de Nou Barris.